# Hawara
Hawara är en arkeologisk plats från forntida Egypten som ligger i Faijum, cirka 100 kilometer söder om Kairo. Den ligger söder om Crocodilopolis (Arsinoe) vid början av sänkan till oasen i Faijum och är bland annat känd för Amenemhet III:s pyramid. De första utgrävningarna i området gjordes av Karl Richard Lepsius 1843. William Flinders Petrie utforskade Hawara 1888 och fann papyrus från första och andra århundradet e.Kr., och, norr om pyramiden, en stor nekropol där han fann 146 porträtt på kistor daterade från romartiden, de så kallade Fayyum-porträtten.
Amenemhet III var den mäktigaste härskaren under Egyptens tolfte dynasti och pyramiden han lät bygga i Hawara tros vara ett senare verk än den "Svarta pyramiden" som han lät bygga i Dahshur och der tros vara Amenemhets slutliga gravplats. I Hawara finns även ytterligare en intakt pyramidgrav för hans dotter Neferu-Ptah ungefär 2 kilometer söder om konungens pyramid.

## Bilder från Hawara

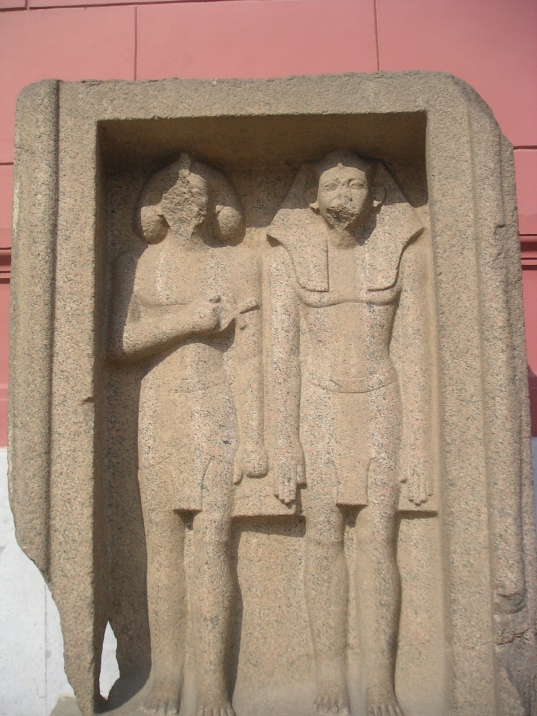
Amenemhet III:s gravtempel i Egyptiska museet, Kairo
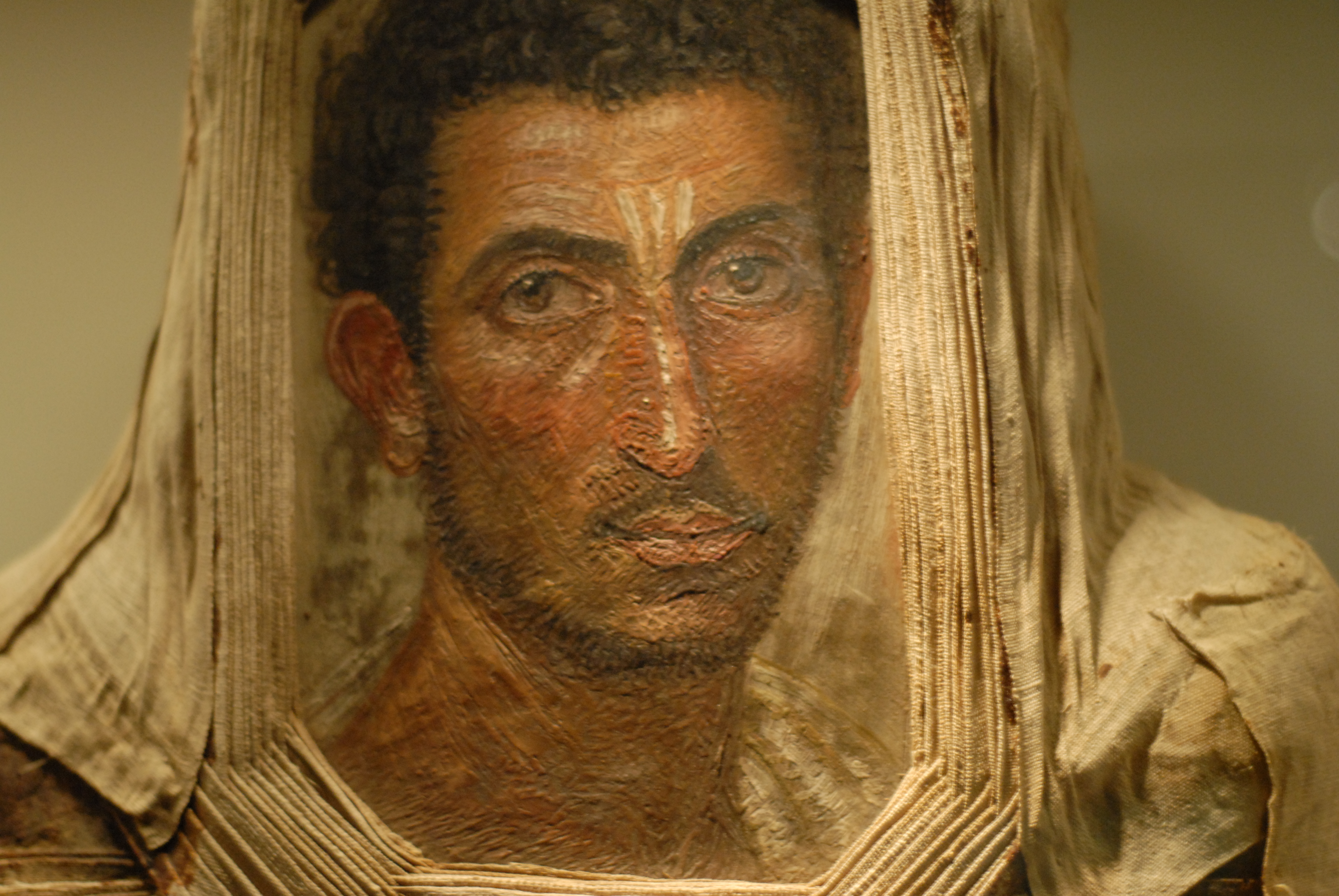
Faijum-porträtten
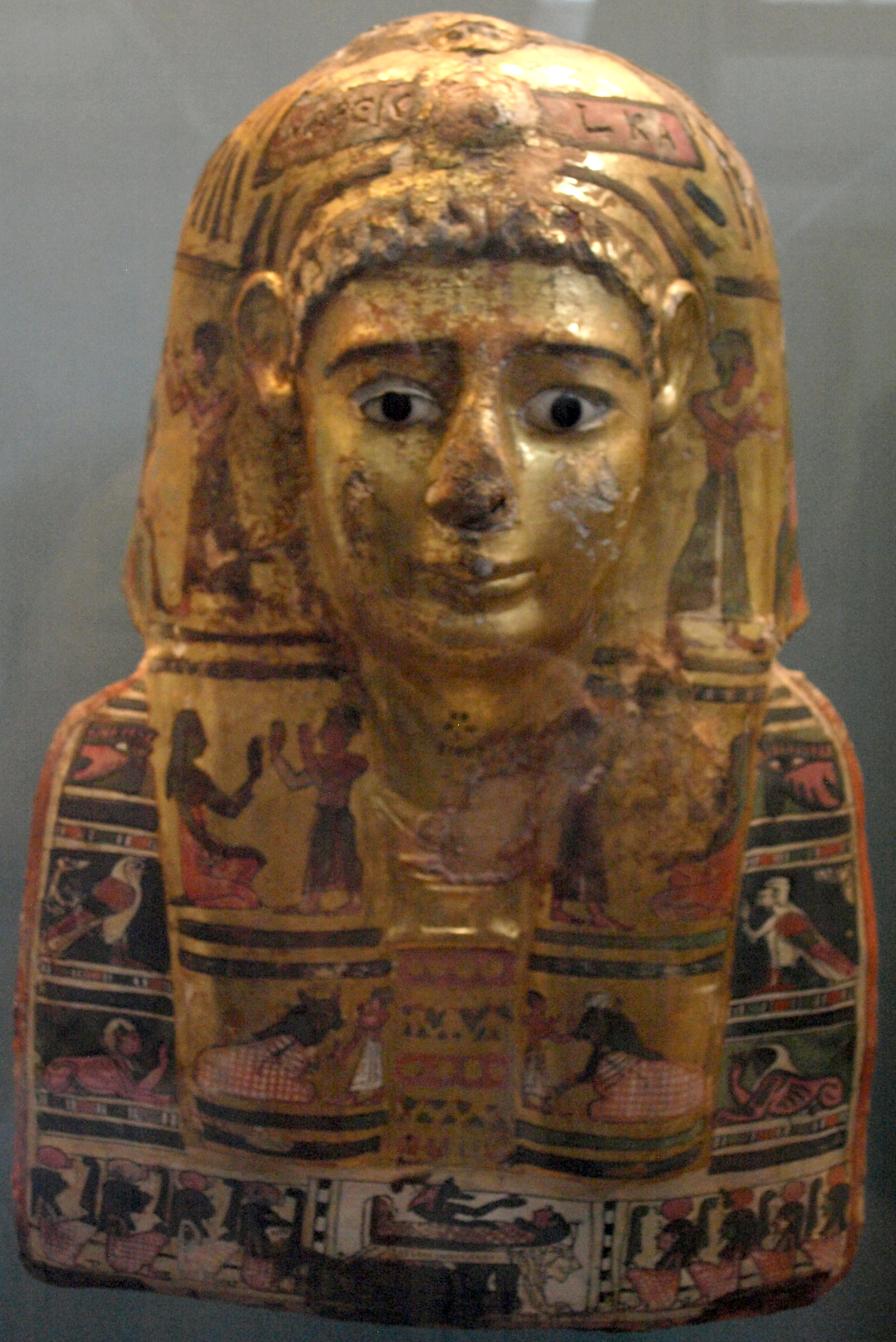
Mumiemask funnen i Hawara
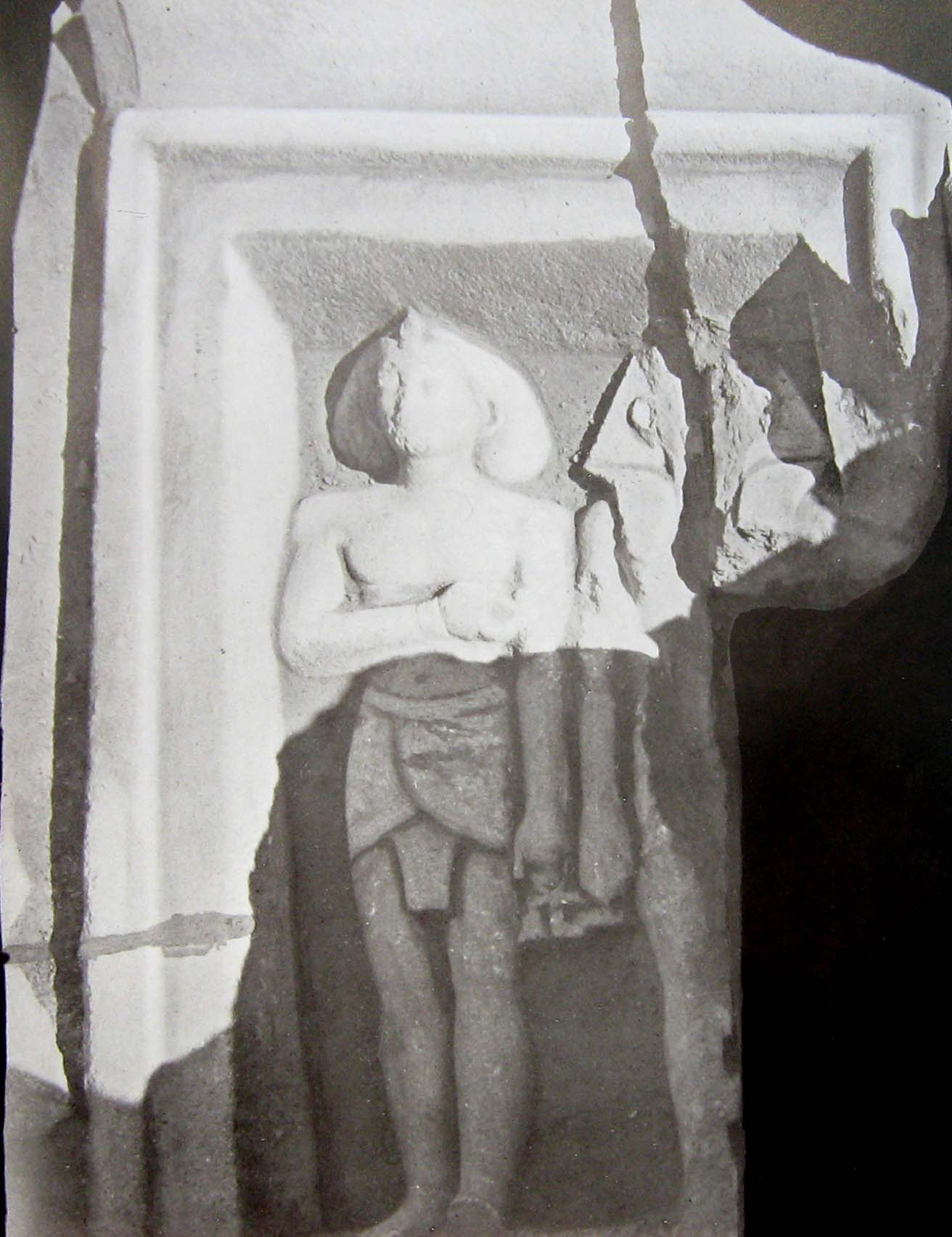
Hawara-labyrinten
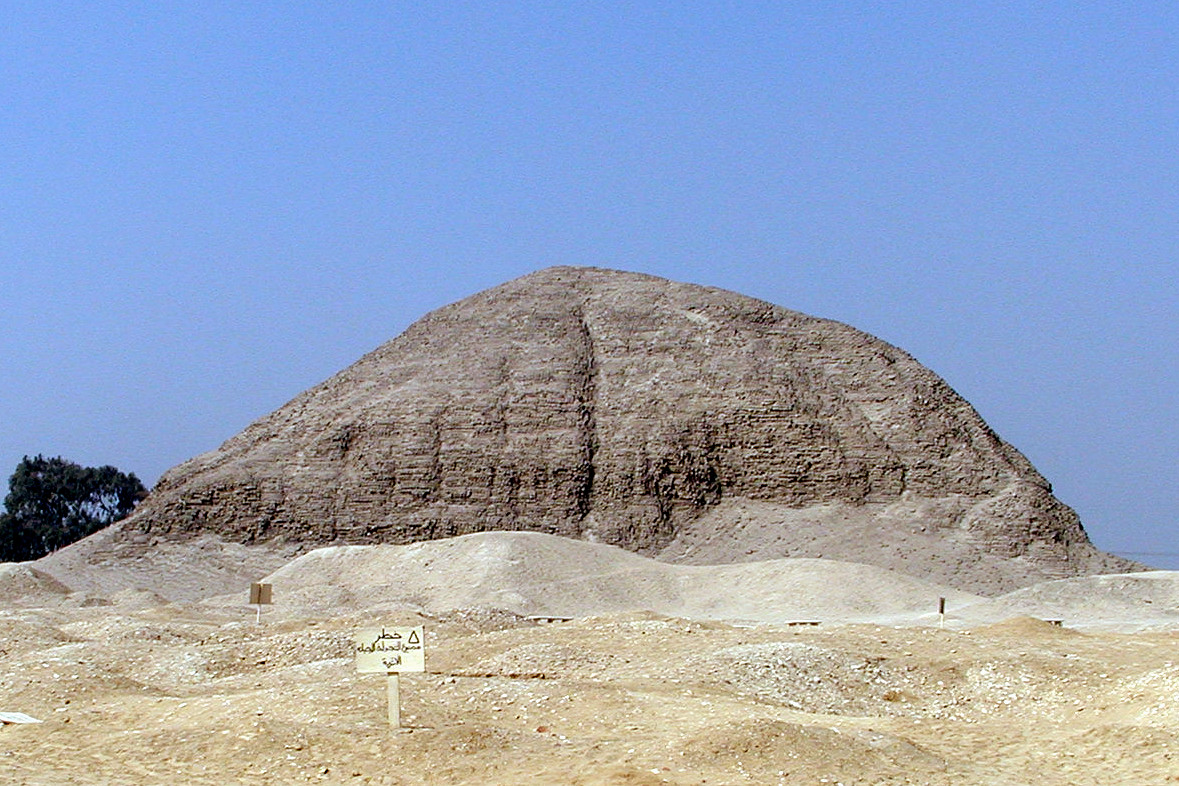
Amenemhet III:s pyramid
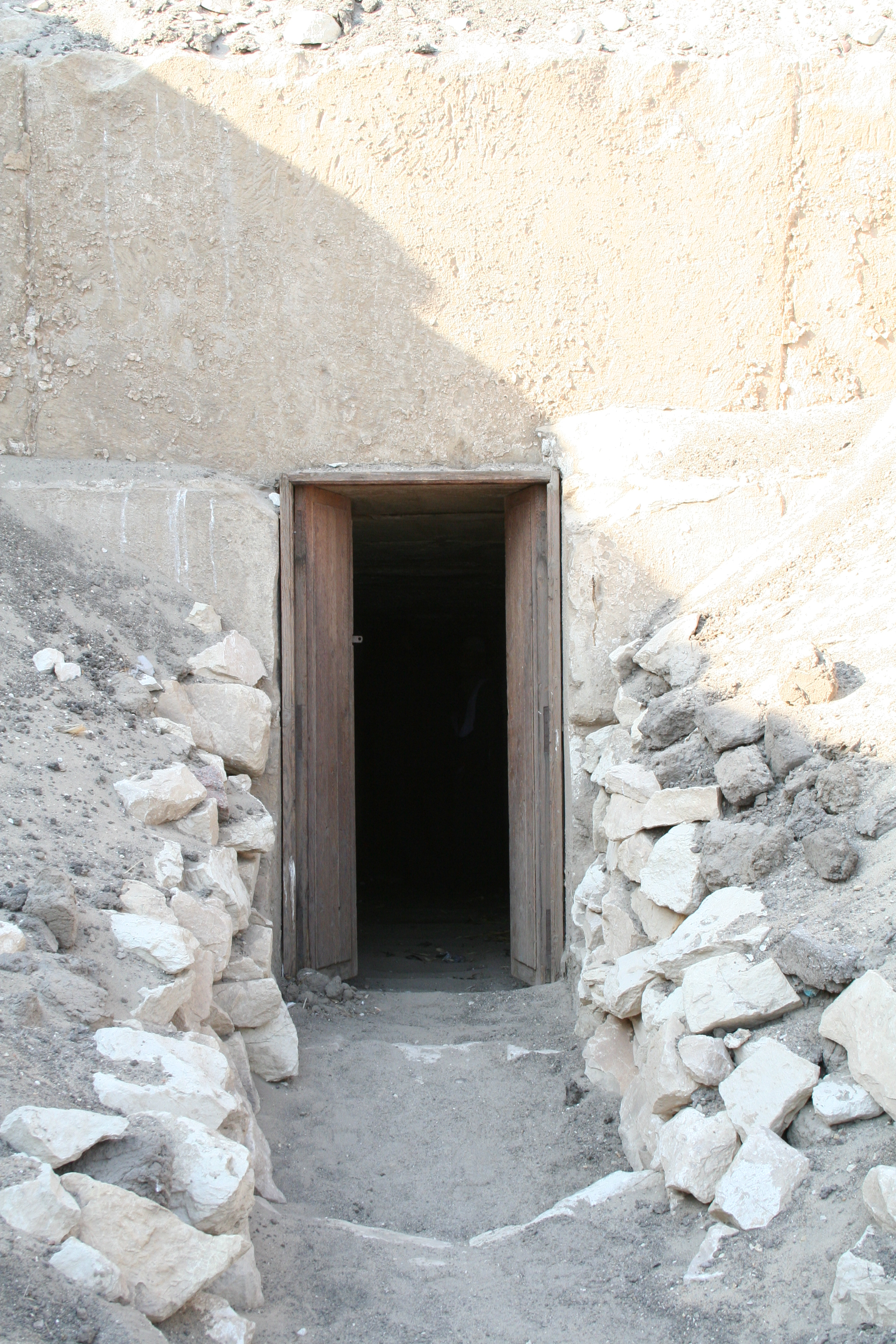
ingången till Amenemhet III:s pyramid
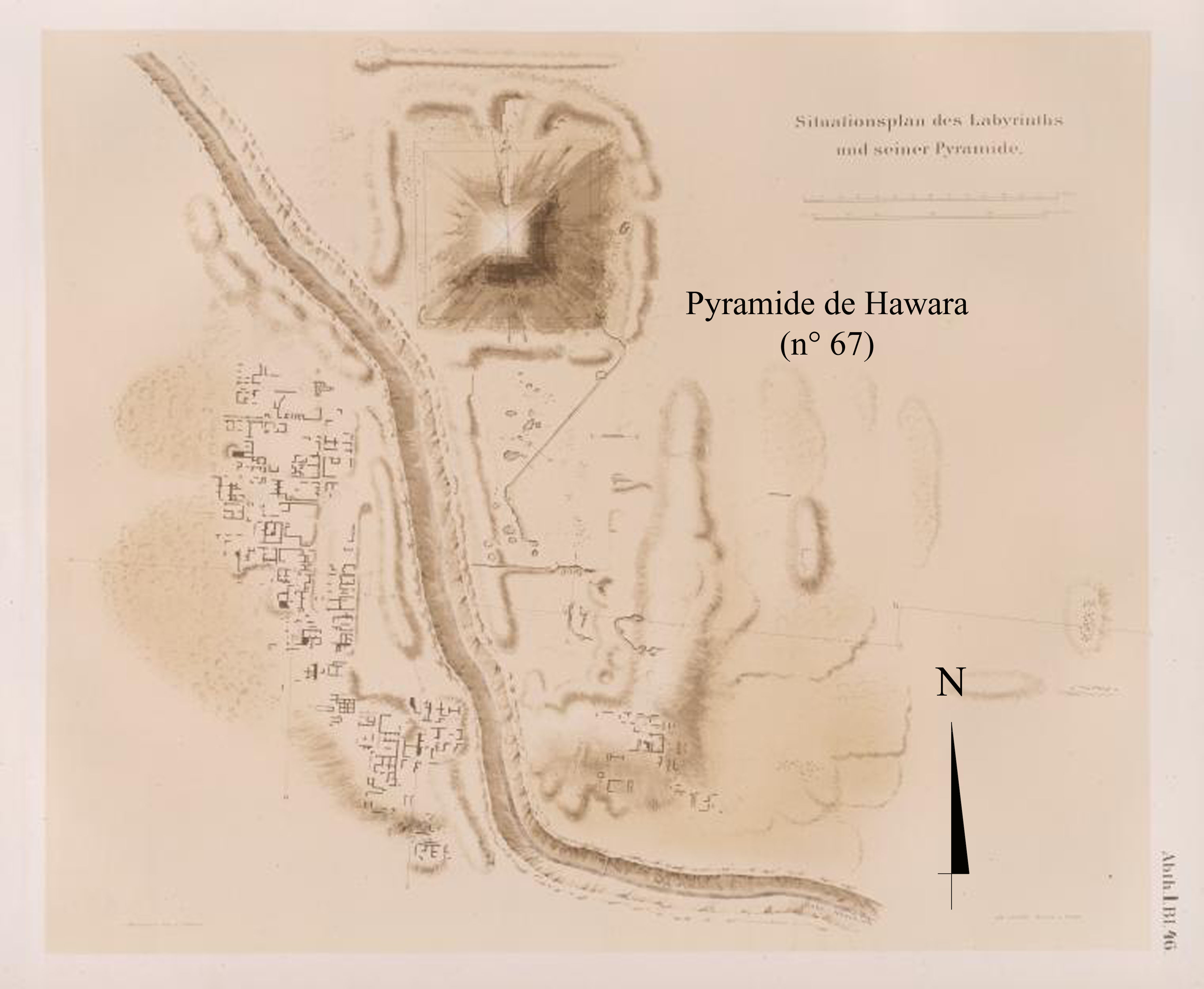
Planskiss över Hawara